# Victor Emanuel III van Italië

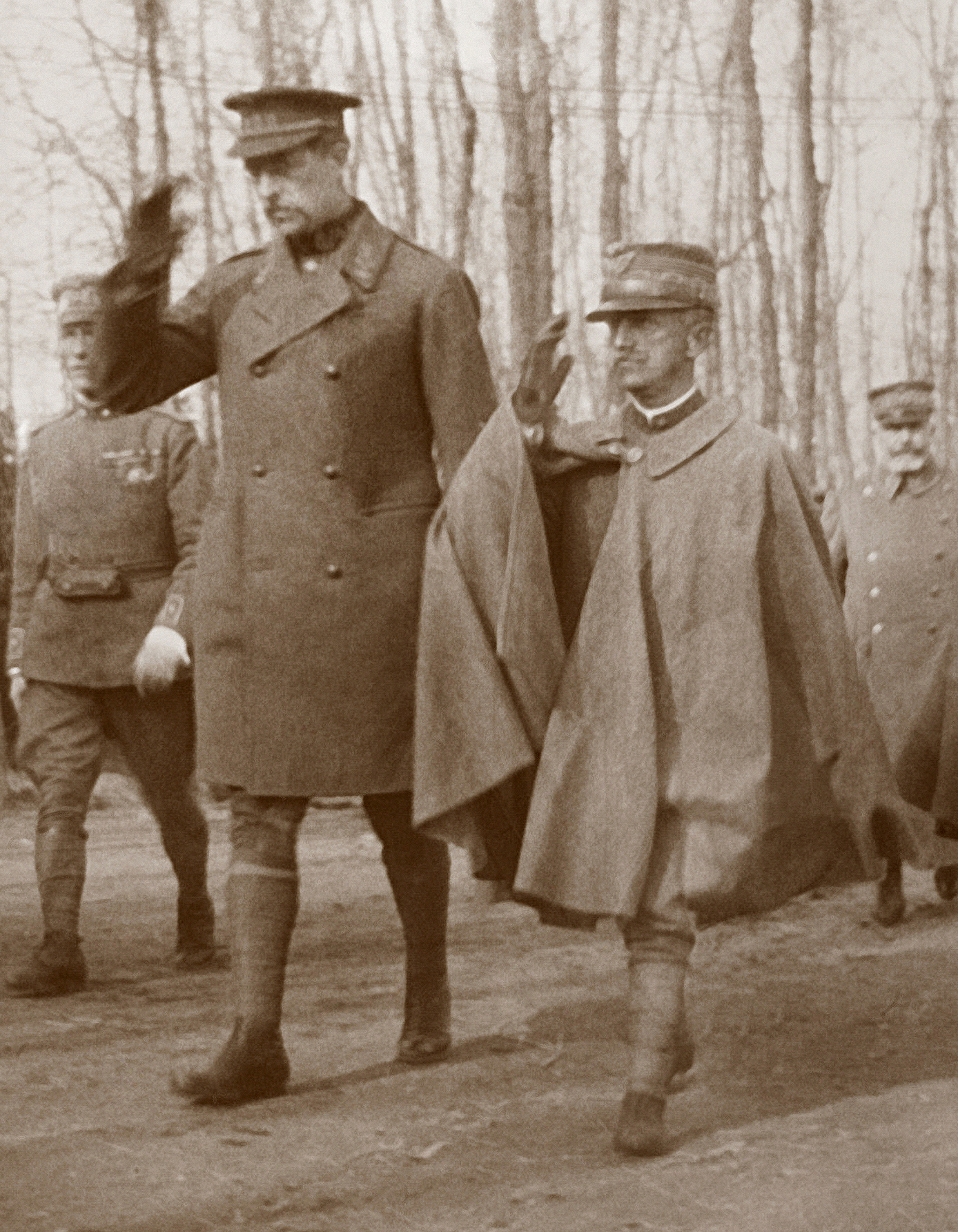
Victor Emanuel III (rechts) en koning Albert I van België. Hier is duidelijk te zien dat de Italiaanse koning klein van stuk was.

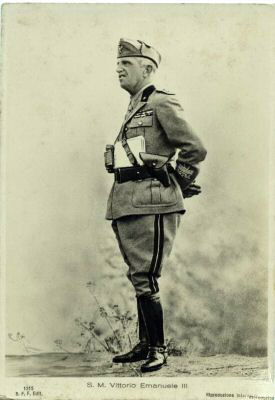
Victor Emanuel III in militair uniform in 1936.

Victor Emanuel III (Italiaans: Vittorio Emanuele III) (Napels, 11 november 1869 - Alexandrië, 28 december 1947) was een lid van het huis Savoye en koning van Italië (29 juli 1900 - 9 mei 1946). Daarnaast eiste hij de kronen van Ethiopië en Albanië op en maakte hij aanspraak op de titels "keizer van Ethiopië" (1936-1941) en "koning der Albanezen" (1939-1943), die niet werden erkend door de Grote Mogendheden. Gedurende zijn lange heerschappij (46 jaar) werd het koninkrijk Italië betrokken bij twee wereldoorlogen. Zijn heerschappij omvatte ook de geboorte, opkomst en ondergang van het Italiaans fascisme.

## Algemeen
Victor Emanuel was de zoon van koning Umberto I en diens nicht Margaretha, beiden uit het huis Savoye. Hij volgde een militaire opleiding. Hij was klein van stuk, zwijgzaam, pretentieloos en zeer geïnteresseerd in wetenschappelijk onderzoek. Vooral geschiedenis en aardrijkskunde interesseerden hem. Hij verzamelde munten en publiceerde een werk over de Italiaanse munt (il Corpus Nummorum Italicorum). Ook hield hij erg van jagen en het verzorgen van bloemen.

## Eerste dertig jaar als koning
Victor Emanuel werd geboren in het koninklijk paleis van Napels, een van de paleizen van het Huis Savoye. Victor Emanuel kwam op de troon nadat zijn vader op 29 juli 1900 was doodgeschoten door de anarchist Gaetano Bresci. Hij was - zeker vergeleken met zijn vader - een harde en plichtsgetrouwe werker die grote idealen over het koningschap had. De populariteit van het koningshuis, die onder Umberto vrijwel onbestaand was, steeg dankzij Victor Emanuel weer enigszins. Zijn eerste jaren als koning toonden dat hij, beoordeeld naar de normen van het koningshuis van Savoye, gehecht was aan een grondwettelijk bestuur. Hij bracht in 1902 een staatsbezoek aan Rusland en ontmoette er tsaar Nicolas II.
Eind 1911 landden Italiaanse troepen, als gevolg van een koninklijk decreet in Libië, om het land te veroveren op het Ottomaanse Rijk, zonder rekening te houden met de grote moeilijkheden van een bezetting. Het Italiaanse leger was ouderwets en de stammen in het binnenland boden actief weerstand. Zo kende het land tijdens de Eerste Wereldoorlog, toen het Italiaanse leger in Europa moest vechten, een bijna volledige autonomie. Tijdens de oorlog met de Turken annexeerde Italië de Griekse eilandengroep van de Dodecanesus. Met de vrede van Lausanne van 18 oktober 1912 erkende het Ottomaanse Rijk dat Tripolitanië en Cyrenaica (de kusten van Libië) een Italiaanse kolonie werden.
Tijdens de Eerste Wereldoorlog verbleef hij voornamelijk aan het front en liet hij het regeren aan zijn oom Ferdinand over. Tijdens de zomer en de herfst van 1922 nam het geweld door fascistische bendes toe en deden geruchten de ronde over een mogelijke staatsgreep. Generaal Pietro Badoglio vertelde de koning dat het leger zonder moeite in staat zou zijn om de fascistische rebellen, die over niet meer dan 10.000 mannen beschikten, te verslaan. Het leger was trouw aan de koning. Zelfs Cesare Maria de Vecchi, bevelhebber van de Zwarthemden en een van de organisatoren van de mars op Rome, vertelde Mussolini dat hij niet zou handelen tegen de wensen van de koning. Toch nam de koning geen maatregelen tegen de fascistische mars op Rome. Integendeel, Victor Emanuel nodigde Mussolini uit om naar Rome te komen en benoemde hem op 30 oktober tot eerste minister, alhoewel Mussolini geen eerdere ervaring had als minister en de fascisten slechts 35 zetels hadden in de Kamer van Volksvertegenwoordigers.
Victor Emanuel zelf gaf later als reden dat hij een burgeroorlog had willen voorkomen. Bovendien dreigde ook van links gevaar voor gewelddadigheden en hoopte de koning dat Mussolini Italië de stabiliteit kon bieden die het zo hard nodig had, alsmede de bolsjewieken onder de duim kon houden. Mussolini's politiek van orde, tucht en efficiëntie beviel hem wel, maar uiteindelijk werd het toch een moeilijk samenleven tussen koning en dictator.

## Italiaans Oost-Afrika
Victor Emanuel reisde in 1934 naar Italiaans Somaliland, waar hij op 11 november zijn 65e verjaardag vierde. Zowel Victor Emanuel als Mussolini hadden de wens een Italiaans rijk in Afrika te creëren. Abessinië (Ethiopië) was hier de ideale kandidaat voor aangezien het niet was gekoloniseerd, een brug vormde tussen de Italiaanse kolonies Italiaans-Eritrea en Italiaans-Somaliland en rijk, maar zwak was. De Italiaanse troepen verzamelden zich in 1935 rond Ethiopië en keizer Haile Selassie mobiliseerde een leger van 500.000 soldaten, vaak bewapend met speren en bogen.
Op 3 oktober viel een 100.000 man sterk leger vanuit Eritrea aan - zonder oorlogsverklaring. Op 7 oktober veroordeelde de Volkenbond deze daad en kondigde aan sancties op te leggen. Italië rukte langzaam maar zeker op en maakte ook gebruik van gifgas. Op 31 maart 1936 wonnen de Italianen de laatste slag. Haile Selassie vluchtte op 2 mei en op 5 mei werd de hoofdstad Addis Abeba veroverd.
Italië annexeerde Ethiopië formeel op 7 mei en Victor Emanuel werd op 9 mei officieel tot keizer uitgeroepen. Koningin Helena had zelfs haar trouwring laten omsmelten om de campagne financieel te steunen. Ethiopië, Eritrea en Somaliland werden samengevoegd tot Italiaans-Oost-Afrika. Victor Emanuels titel keizer van Ethiopië werd lang niet door alle landen erkend. Vele beschouwden het afzetten van de lokale keizer Haile Selassie als onrechtmatig. Het Verenigd Koninkrijk bijvoorbeeld accepteerde het keizerschap niet en adviseerde koning George VI ambassadeurs te accrediteren aan Victor Emanuel als koning van Italië. De Ierse regering daarentegen erkende de keizerstitel wel. In 1938 bracht de koning een bezoek aan de Lybische kolonie.

## Albanië
Het volgende land op Mussolini's verlanglijstje was Albanië dat als brug tussen Italië en de Balkan zou fungeren. Tot ergernis van de Albanese koning Zog hadden de Italianen grote invloed op zijn land en beheersten de financiën en delen van de regering. Op 7 april 1939 vielen de Italiaanse troepen binnen. Koning Zog vluchtte naar Griekenland en Albanië werd een Italiaans protectoraat. Een Albanese delegatie bood Victor Emanuel op 16 april het koningschap aan en hij aanvaardde dit. Ook dit koningschap werd internationaal niet door iedereen erkend.

## Tweede Wereldoorlog
Italië bleef in de Tweede Wereldoorlog - met toestemming van Adolf Hitler - aanvankelijk neutraal. Toen het echter duidelijk was dat Frankrijk zou gaan verliezen verklaarde Mussolini dat land en het Verenigd Koninkrijk op 10 juni 1940 de oorlog. Victor Emanuel had aanvankelijk zijn twijfels maar steunde Mussolini hierin uiteindelijk volkomen. Naar de familietraditie van de Savoyes trok hij zijn militaire uniform aan. Mussolini had verwacht dat Groot-Brittannië om vrede zou smeken, een grote misrekening. De Italiaanse strijdkrachten stelden teleur en hadden in Griekenland en Afrika continu Duitse hulp nodig. De gehoopte eer en glorie van de oorlog bleven uit.
In mei 1943 werden de Italianen en Duitsers in Afrika verpletterend verslagen door de Britten en Amerikanen, die in juli op Sicilië landden. In Ethiopië kwam Haile Selassie weer op de troon. Albanië werd op de Italianen veroverd door de communisten en tot republiek gemaakt.
Als reactie hierop zette Victor Emanuel met maarschalk Pietro Badoglio een staatsgreep op touw en dwong Mussolini zijn ontslag in te dienen. Hij werd gevangengezet in Gran Sasso in de Abruzzen en de koning benoemde Badoglio tot premier.
De nieuwe regering zette officieel de oorlog tegen de geallieerden voort maar hield geheime onderhandelingen met hen. Hitler vertrouwde Badoglio niet en zond een grote troepenmacht naar Italië onder het voorwendsel steun te bieden tegen de geallieerde invasie. Op 8 september 1943 kondigde Badoglio een wapenstilstand aan, maar verklaarde nazi-Duitsland niet de oorlog. Mussolini, die door de Duitsers op spectaculaire wijze was bevrijd, keerde terug en zette de fascistische Italiaanse Sociale Republiek op, die nu in feite slechts een satellietstaat van Duitsland was. Victor Emanuel vluchtte met zijn gezin naar Brindisi. De vergelijking van zijn gedrag met dat van George VI, die weigerde Londen te verlaten tijdens de bombardementen, en paus Pius XII, die zich in Rome onder het volk mengde en met hen bad, deed de populariteit van de Italiaanse koning geen goed.
Victor Emanuels dochter prinses Mafalda werd diezelfde maand gearresteerd door de Gestapo. Ze was getrouwd met een nazi en had als verbinding tussen Duitsland en Italië gefungeerd. De officiële reden voor haar arrestatie waren "subversieve activiteiten" tegen de nazi's maar in feite gebruikte Hitler haar om zich te wreken op Victor Emanuel III. Na ondervraging in München en Berlijn werd ze afgevoerd naar het concentratiekamp Buchenwald waar ze op 27 augustus 1944 stierf aan de gevolgen van een geallieerd bombardement, gecombineerd met uitputting en verhongering.
De koning trok zich onder Anglo-Amerikaanse druk in 1944 terug uit de openbare zaken. Hij deed echter geen troonsafstand, hoewel zijn zoon Umberto al zijn functies had overgenomen. De geallieerden, die Zuid-Italië al bezet hadden, rukten op naar het noorden en bevrijdden in 1945 het gehele land.

## Einde van de monarchie
Victor Emanuel had met zijn samenwerking met Mussolini de ondergang van de Italiaanse monarchie bewerkstelligd, ook al had hij Italië van de totale nederlaag gered door Mussolini tijdig uit te schakelen. De goed bewapende linkse partizanen in het noorden van Italië zagen hun kans schoon om zich niet alleen van de koning, maar van de hele constitutionele monarchie te ontdoen. Op 9 mei 1946 trad hij een maand voor het referendum over de toekomst van de monarchie af ten gunste van zijn populaire zoon Umberto II. In het niet zonder intimidatie van gewapende groepen verlopen referendum stemde het noorden in meerderheid tegen en het zuiden voor de monarchie (in totaal zo'n 12 miljoen stemmen voor de republiek tegenover 10 miljoen voor de monarchie; meer dan drie miljoen stemmen raakten zoek, terwijl anderzijds ook overledenen gestemd bleken te hebben). Umberto werd zo al na 33 dagen afgezet en moest zijn leven in ballingschap doorbrengen. Politieke stabiliteit vond Italië niet meer.
Victor Emanuel stierf in 1947. Zijn laatste levensdagen bracht hij door in Alexandrië waar hij zich bezighield met vissen, postzegels verzamelen en wandelen in de tuin. Zijn dochter Johanna en haar zoon tsaar Simeon II van Bulgarije voegden zich na de afschaffing van de Bulgaarse monarchie in 1946 bij hem. Helena ging naar Montpellier, waar ze in 1952 aan kanker stierf. Simeon is nog in leven.

## Huwelijk en kinderen

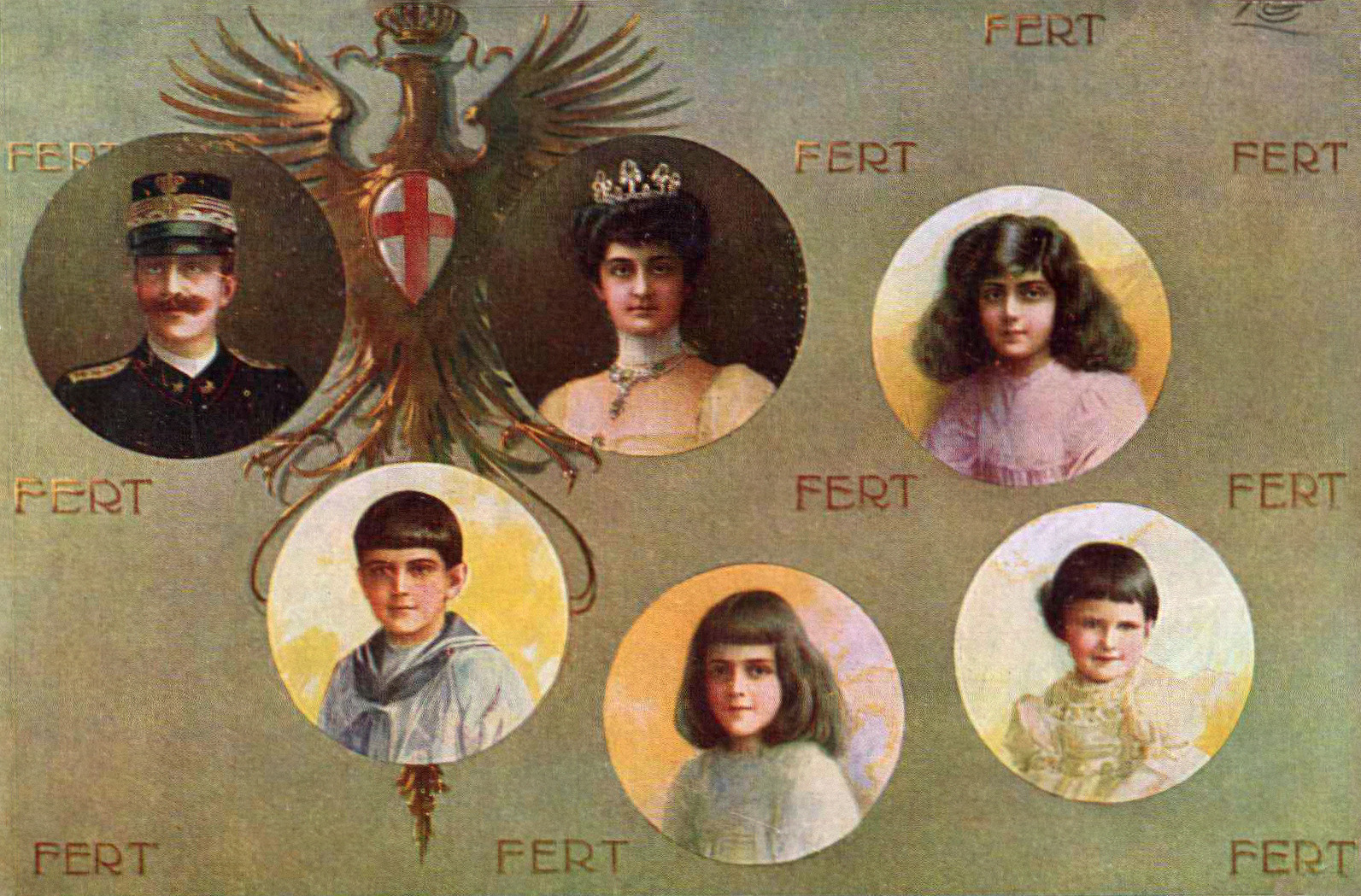
Victor Emanuel III en zijn gezin in 1915.

Victor Emanuel trouwde in 1896 met Helena Petrović-Njegoš, dochter van koning Nicolaas I van Montenegro. Victor Emanuel en Helena bleven tot 1901 kinderloos. Koningin-moeder Margaretha meende dat de twee duidelijk veel van elkaar hielden, maar misschien te veel aan het ouderschap dachten en dat het daarom niet lukte. Uiteindelijk kregen ze dan toch vijf kinderen. Deze werden bescheiden en tamelijk sober opgevoed in de vrij kleine Villa Ada bij Rome.
- Jolanda Margaretha Milena Elisabeth Romana Maria (1901-1986), getrouwd met Carlo Calvi di Bergolo
- Mafalda Maria Elisabeth Anna Romana (1902-1944), getrouwd met landgraaf Filips van Hessen-Kassel
- Kroonprins Umberto (1904-1983), getrouwd met prinses Marie José van België, dochter van koning Albert I
- Johanna Elisabeth Antonia Romana Maria (1907-2000), getrouwd met tsaar Boris III van Bulgarije
- Maria Francisca Anna Romana (1914-2001), getrouwd met prins Lodewijk van Bourbon-Parma

## Kwartierstaat
| Karel Albert van Sardinië (1798-1849) | Karel Albert van Sardinië (1798-1849) | Karel Albert van Sardinië (1798-1849) | Karel Albert van Sardinië (1798-1849) | Karel Albert van Sardinië (1798-1849)    | Karel Albert van Sardinië (1798-1849)    | Maria Theresia van Toscane (1801-1855)   | Maria Theresia van Toscane (1801-1855)   | Maria Theresia van Toscane (1801-1855)   | Maria Theresia van Toscane (1801-1855)   | Maria Theresia van Toscane (1801-1855) | Maria Theresia van Toscane (1801-1855) |                                  |                                  | Reinier van Oostenrijk (1783-1853) | Reinier van Oostenrijk (1783-1853) | Reinier van Oostenrijk (1783-1853)  | Reinier van Oostenrijk (1783-1853)  | Reinier van Oostenrijk (1783-1853)  | Reinier van Oostenrijk (1783-1853)  | Elisabeth van Savoye-Carignano (1800-1856) | Elisabeth van Savoye-Carignano (1800-1856) | Elisabeth van Savoye-Carignano (1800-1856) | Elisabeth van Savoye-Carignano (1800-1856) | Elisabeth van Savoye-Carignano (1800-1856) | Elisabeth van Savoye-Carignano (1800-1856) |  |  | Karel Albert van Sardinië (1798-1849) | Karel Albert van Sardinië (1798-1849) | Karel Albert van Sardinië (1798-1849) | Karel Albert van Sardinië (1798-1849) | Karel Albert van Sardinië (1798-1849)            | Karel Albert van Sardinië (1798-1849)            | Maria Theresia van Toscane (1801-1855)           | Maria Theresia van Toscane (1801-1855)           | Maria Theresia van Toscane (1801-1855)           | Maria Theresia van Toscane (1801-1855)           | Maria Theresia van Toscane (1801-1855) | Maria Theresia van Toscane (1801-1855) |                                   |                                   | Johan van Saksen (1801-1873)      | Johan van Saksen (1801-1873)      | Johan van Saksen (1801-1873)     | Johan van Saksen (1801-1873)     | Johan van Saksen (1801-1873)     | Johan van Saksen (1801-1873)     | Amalia Augusta van Beieren (1801-1877) | Amalia Augusta van Beieren (1801-1877) | Amalia Augusta van Beieren (1801-1877) | Amalia Augusta van Beieren (1801-1877) | Amalia Augusta van Beieren (1801-1877) | Amalia Augusta van Beieren (1801-1877) |  |  |  |  |  |  |  |  |  |  |  |  |  |  |  |  |  |  |  |  |  |  |  |  |  |  |  |  |  |  |  |  |  |  |  |  |  |  |  |  |  |  |  |  |  |  |  |  |
| Karel Albert van Sardinië (1798-1849) | Karel Albert van Sardinië (1798-1849) | Karel Albert van Sardinië (1798-1849) | Karel Albert van Sardinië (1798-1849) | Karel Albert van Sardinië (1798-1849)    | Karel Albert van Sardinië (1798-1849)    | Maria Theresia van Toscane (1801-1855)   | Maria Theresia van Toscane (1801-1855)   | Maria Theresia van Toscane (1801-1855)   | Maria Theresia van Toscane (1801-1855)   | Maria Theresia van Toscane (1801-1855) | Maria Theresia van Toscane (1801-1855) |                                  |                                  | Reinier van Oostenrijk (1783-1853) | Reinier van Oostenrijk (1783-1853) | Reinier van Oostenrijk (1783-1853)  | Reinier van Oostenrijk (1783-1853)  | Reinier van Oostenrijk (1783-1853)  | Reinier van Oostenrijk (1783-1853)  | Elisabeth van Savoye-Carignano (1800-1856) | Elisabeth van Savoye-Carignano (1800-1856) | Elisabeth van Savoye-Carignano (1800-1856) | Elisabeth van Savoye-Carignano (1800-1856) | Elisabeth van Savoye-Carignano (1800-1856) | Elisabeth van Savoye-Carignano (1800-1856) |  |  | Karel Albert van Sardinië (1798-1849) | Karel Albert van Sardinië (1798-1849) | Karel Albert van Sardinië (1798-1849) | Karel Albert van Sardinië (1798-1849) | Karel Albert van Sardinië (1798-1849)            | Karel Albert van Sardinië (1798-1849)            | Maria Theresia van Toscane (1801-1855)           | Maria Theresia van Toscane (1801-1855)           | Maria Theresia van Toscane (1801-1855)           | Maria Theresia van Toscane (1801-1855)           | Maria Theresia van Toscane (1801-1855) | Maria Theresia van Toscane (1801-1855) |                                   |                                   | Johan van Saksen (1801-1873)      | Johan van Saksen (1801-1873)      | Johan van Saksen (1801-1873)     | Johan van Saksen (1801-1873)     | Johan van Saksen (1801-1873)     | Johan van Saksen (1801-1873)     | Amalia Augusta van Beieren (1801-1877) | Amalia Augusta van Beieren (1801-1877) | Amalia Augusta van Beieren (1801-1877) | Amalia Augusta van Beieren (1801-1877) | Amalia Augusta van Beieren (1801-1877) | Amalia Augusta van Beieren (1801-1877) |  |  |  |  |  |  |  |  |  |  |  |  |  |  |  |  |  |  |  |  |  |  |  |  |  |  |  |  |  |  |  |  |  |  |  |  |  |  |  |  |  |  |  |  |  |  |  |  |
|                                       |                                       |                                       |                                       |                                          |                                          |                                          |                                          |                                          |                                          |                                        |                                        |                                  |                                  |                                    |                                    |                                     |                                     |                                     |                                     |                                            |                                            |                                            |                                            |                                            |                                            |  |  |                                       |                                       |                                       |                                       |                                                  |                                                  |                                                  |                                                  |                                                  |                                                  |                                        |                                        |                                   |                                   |                                   |                                   |                                  |                                  |                                  |                                  |                                        |                                        |                                        |                                        |                                        |                                        |  |  |  |  |  |  |  |  |  |  |  |  |  |  |  |  |  |  |  |  |  |  |  |  |  |  |  |  |  |  |  |  |  |  |  |  |  |  |  |  |  |  |  |  |  |  |  |  |
|                                       |                                       |                                       |                                       | Victor Emanuel II van Italië (1820-1878) | Victor Emanuel II van Italië (1820-1878) | Victor Emanuel II van Italië (1820-1878) | Victor Emanuel II van Italië (1820-1878) | Victor Emanuel II van Italië (1820-1878) | Victor Emanuel II van Italië (1820-1878) |                                        |                                        |                                  |                                  |                                    |                                    | Adelheid van Oostenrijk (1822–1855) | Adelheid van Oostenrijk (1822–1855) | Adelheid van Oostenrijk (1822–1855) | Adelheid van Oostenrijk (1822–1855) | Adelheid van Oostenrijk (1822–1855)        | Adelheid van Oostenrijk (1822–1855)        |                                            |                                            |                                            |                                            |  |  |                                       |                                       |                                       |                                       | Ferdinand Maria van Savoye-Carignano (1822-1855) | Ferdinand Maria van Savoye-Carignano (1822-1855) | Ferdinand Maria van Savoye-Carignano (1822-1855) | Ferdinand Maria van Savoye-Carignano (1822-1855) | Ferdinand Maria van Savoye-Carignano (1822-1855) | Ferdinand Maria van Savoye-Carignano (1822-1855) |                                        |                                        |                                   |                                   |                                   |                                   | Elizabeth van Saksen (1830-1912) | Elizabeth van Saksen (1830-1912) | Elizabeth van Saksen (1830-1912) | Elizabeth van Saksen (1830-1912) | Elizabeth van Saksen (1830-1912)       | Elizabeth van Saksen (1830-1912)       |                                        |                                        |                                        |                                        |  |  |  |  |  |  |  |  |  |  |  |  |  |  |  |  |  |  |  |  |  |  |  |  |  |  |  |  |  |  |  |  |  |  |  |  |  |  |  |  |  |  |  |  |  |  |  |  |
|                                       |                                       |                                       |                                       | Victor Emanuel II van Italië (1820-1878) | Victor Emanuel II van Italië (1820-1878) | Victor Emanuel II van Italië (1820-1878) | Victor Emanuel II van Italië (1820-1878) | Victor Emanuel II van Italië (1820-1878) | Victor Emanuel II van Italië (1820-1878) |                                        |                                        |                                  |                                  |                                    |                                    | Adelheid van Oostenrijk (1822–1855) | Adelheid van Oostenrijk (1822–1855) | Adelheid van Oostenrijk (1822–1855) | Adelheid van Oostenrijk (1822–1855) | Adelheid van Oostenrijk (1822–1855)        | Adelheid van Oostenrijk (1822–1855)        |                                            |                                            |                                            |                                            |  |  |                                       |                                       |                                       |                                       | Ferdinand Maria van Savoye-Carignano (1822-1855) | Ferdinand Maria van Savoye-Carignano (1822-1855) | Ferdinand Maria van Savoye-Carignano (1822-1855) | Ferdinand Maria van Savoye-Carignano (1822-1855) | Ferdinand Maria van Savoye-Carignano (1822-1855) | Ferdinand Maria van Savoye-Carignano (1822-1855) |                                        |                                        |                                   |                                   |                                   |                                   | Elizabeth van Saksen (1830-1912) | Elizabeth van Saksen (1830-1912) | Elizabeth van Saksen (1830-1912) | Elizabeth van Saksen (1830-1912) | Elizabeth van Saksen (1830-1912)       | Elizabeth van Saksen (1830-1912)       |                                        |                                        |                                        |                                        |  |  |  |  |  |  |  |  |  |  |  |  |  |  |  |  |  |  |  |  |  |  |  |  |  |  |  |  |  |  |  |  |  |  |  |  |  |  |  |  |  |  |  |  |  |  |  |  |
|                                       |                                       |                                       |                                       |                                          |                                          |                                          |                                          |                                          |                                          | Umberto I van Italië (1844-1900)       | Umberto I van Italië (1844-1900)       | Umberto I van Italië (1844-1900) | Umberto I van Italië (1844-1900) | Umberto I van Italië (1844-1900)   | Umberto I van Italië (1844-1900)   |                                     |                                     |                                     |                                     |                                            |                                            |                                            |                                            |                                            |                                            |  |  |                                       |                                       |                                       |                                       |                                                  |                                                  |                                                  |                                                  |                                                  |                                                  | Margaretha van Savoye (1851-1926)      | Margaretha van Savoye (1851-1926)      | Margaretha van Savoye (1851-1926) | Margaretha van Savoye (1851-1926) | Margaretha van Savoye (1851-1926) | Margaretha van Savoye (1851-1926) |                                  |                                  |                                  |                                  |                                        |                                        |                                        |                                        |                                        |                                        |  |  |  |  |  |  |  |  |  |  |  |  |  |  |  |  |  |  |  |  |  |  |  |  |  |  |  |  |  |  |  |  |  |  |  |  |  |  |  |  |  |  |  |  |  |  |  |  |
|                                       |                                       |                                       |                                       |                                          |                                          |                                          |                                          |                                          |                                          | Umberto I van Italië (1844-1900)       | Umberto I van Italië (1844-1900)       | Umberto I van Italië (1844-1900) | Umberto I van Italië (1844-1900) | Umberto I van Italië (1844-1900)   | Umberto I van Italië (1844-1900)   |                                     |                                     |                                     |                                     |                                            |                                            |                                            |                                            |                                            |                                            |  |  |                                       |                                       |                                       |                                       |                                                  |                                                  |                                                  |                                                  |                                                  |                                                  | Margaretha van Savoye (1851-1926)      | Margaretha van Savoye (1851-1926)      | Margaretha van Savoye (1851-1926) | Margaretha van Savoye (1851-1926) | Margaretha van Savoye (1851-1926) | Margaretha van Savoye (1851-1926) |                                  |                                  |                                  |                                  |                                        |                                        |                                        |                                        |                                        |                                        |  |  |  |  |  |  |  |  |  |  |  |  |  |  |  |  |  |  |  |  |  |  |  |  |  |  |  |  |  |  |  |  |  |  |  |  |  |  |  |  |  |  |  |  |  |  |  |  |
|                                       |                                       |                                       |                                       |                                          |                                          |                                          |                                          |                                          |                                          |                                        |                                        |                                  |                                  |                                    |                                    |                                     |                                     |                                     |                                     |                                            |                                            |                                            |                                            | Victor Emanuel III van Italië (1869-1947)  |                                            |  |  |                                       |                                       |                                       |                                       |                                                  |                                                  |                                                  |                                                  |                                                  |                                                  |                                        |                                        |                                   |                                   |                                   |                                   |                                  |                                  |                                  |                                  |                                        |                                        |                                        |                                        |                                        |                                        |  |  |  |  |  |  |  |  |  |  |  |  |  |  |  |  |  |  |  |  |  |  |  |  |  |  |  |  |  |  |  |  |  |  |  |  |  |  |  |  |  |  |  |  |  |  |  |  |